# 4339 Альмаматер
4339 Альмаматер (1985 UK, 1946 UE, 1980 BC5, 1988 QA1, 4339 Almamater) — астероїд головного поясу, відкритий 20 жовтня 1985 року.
Тіссеранів параметр щодо Юпітера — 3,648.